# Militär-Wilhelms-Orden

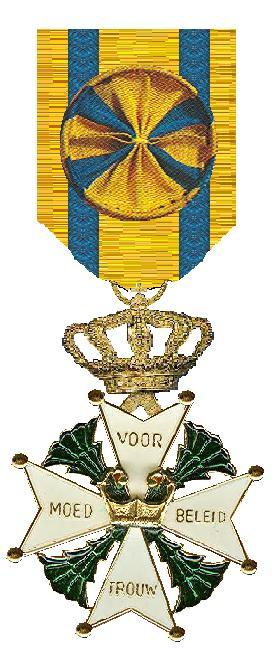
Ritterkreuz III. Klasse

Der Militär-Wilhelms-Orden (niederländisch Militaire Willems-Orde, kurz MWO) ist der älteste Ritterorden und höchste Militärverdienstorden der Niederlande. Er kann an Angehörige aller Dienstgrade der Streitkräfte der Niederlande sowie verbündeter Streitkräfte verliehen werden. Großmeister ist der jeweilige König der Niederlande.

## Geschichte

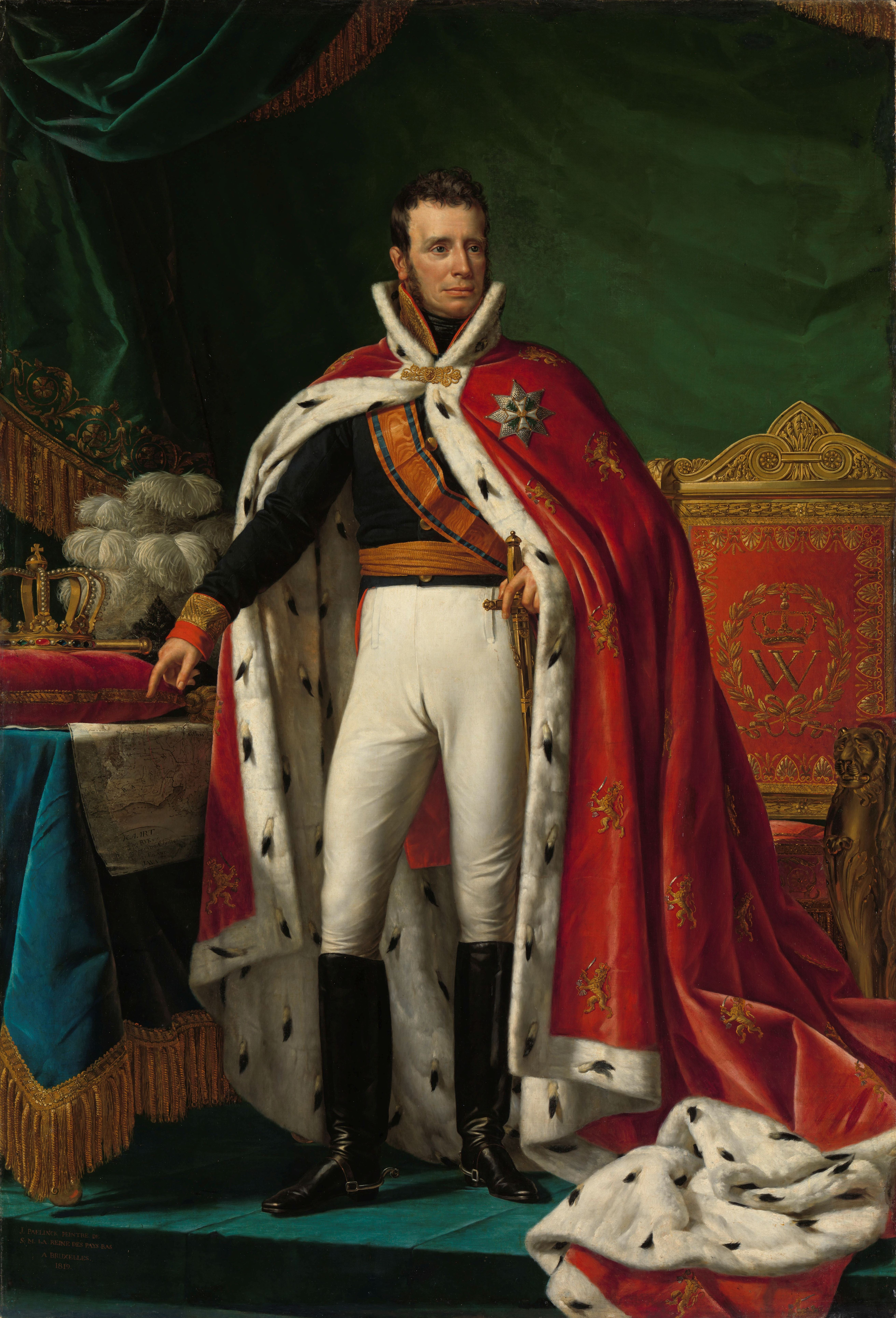
Wilhelm I. mit Schulterband und Bruststern des Ordens

Die Republik der Vereinigten Niederlande verfügte über keine eigenen staatlichen Ritter- oder Verdienstorden. Die südlichen Niederlande, die heute zu Belgien gehören, waren jahrhundertelang Sitz des Ordens vom Goldenen Vlies gewesen, der jedoch vom König von Spanien und dem Kaiser von Österreich verliehen wurde. Nach der Vereinigung der südlichen Niederlande mit dem nördlichen Fürstentum der Niederlande zum Königreich der Vereinigten Niederlande am 16. März 1815 bestand daher die Notwendigkeit der Stiftung eigener Orden. Der Militär-Wilhelms-Orden wurde am 30. April desselben Jahres durch König Wilhelm I. gestiftet, um militärische Verdienste auszuzeichnen. Am 29. September wurde als ziviles Gegenstück der Orden vom Niederländischen Löwen gestiftet.
Der Militär-Wilhelms-Orden wurde nach den Schlachten bei Quatre-Bras und Waterloo zum ersten Mal verliehen. Erster Ordensträger war Erbprinz Wilhelm.
Seitdem wurde der Militär-Wilhelms-Orden mehr als 6.000 Mal verliehen, vor allem für die Einsätze gegen die Belgische Revolution (1830), in Niederländisch-Indien und im Zweiten Weltkrieg. Seit 1940 kann der Orden auch an Zivilisten verliehen werden.

## Ordensklassen
Der Orden besteht aus vier Klassen:
- Großkreuzritter
- Kommandeur
- Ritter III. Klasse
- Ritter IV. Klasse

## Ordensdekoration
Die Dekoration ist ein weiß emailliertes, von der Königskrone gedecktes Johanniterkreuz mit kleinen Goldkugeln an den Spitzen. Auf den Kreuzarmen steht die Ordensdevise Voor moed, beleid, trouw („Für Mut, Eifer, Treue“).
Zwischen den Kreuzarmen befindet sich ein burgundisches Kreuz aus grün emaillierten Lorbeerzweigen und in der Mitte ein Feuerstahl. Das Revers zeigt ein Medaillon aus blauer Emaille mit einem W (Willem) im Lorbeerkranz. Über dem Ordenskreuz ist eine goldene Königskrone angebracht. Das Kreuz für die Ritter IV. Klasse ist kleiner und aus Silber.

## Ordensband und Trageweise
Das Ordensband ist orange und blau gerändert.

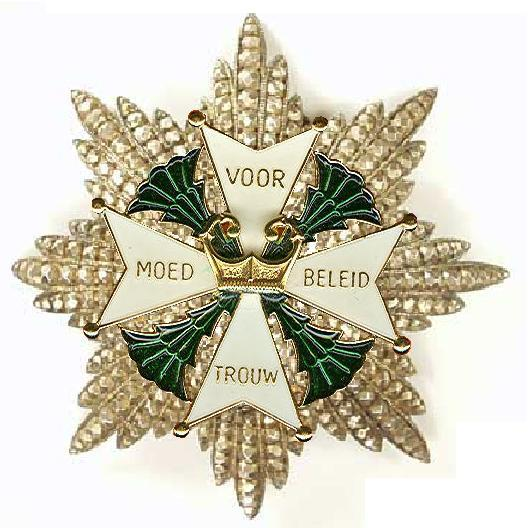
Bruststern zum Großkreuz

Die Großkreuzritter tragen das Kreuz am Schulterband und einen achtspitzigen Silberstern mit dem Ordenskreuz, die Kommandeure das Kreuz am Hals und als Bruststern in Silber. Die Ritter III. und IV. Klasse tragen das Kreuz im Knopfloch, bei ersteren ist das Band mit einer Rosette versehen.

## Ritter

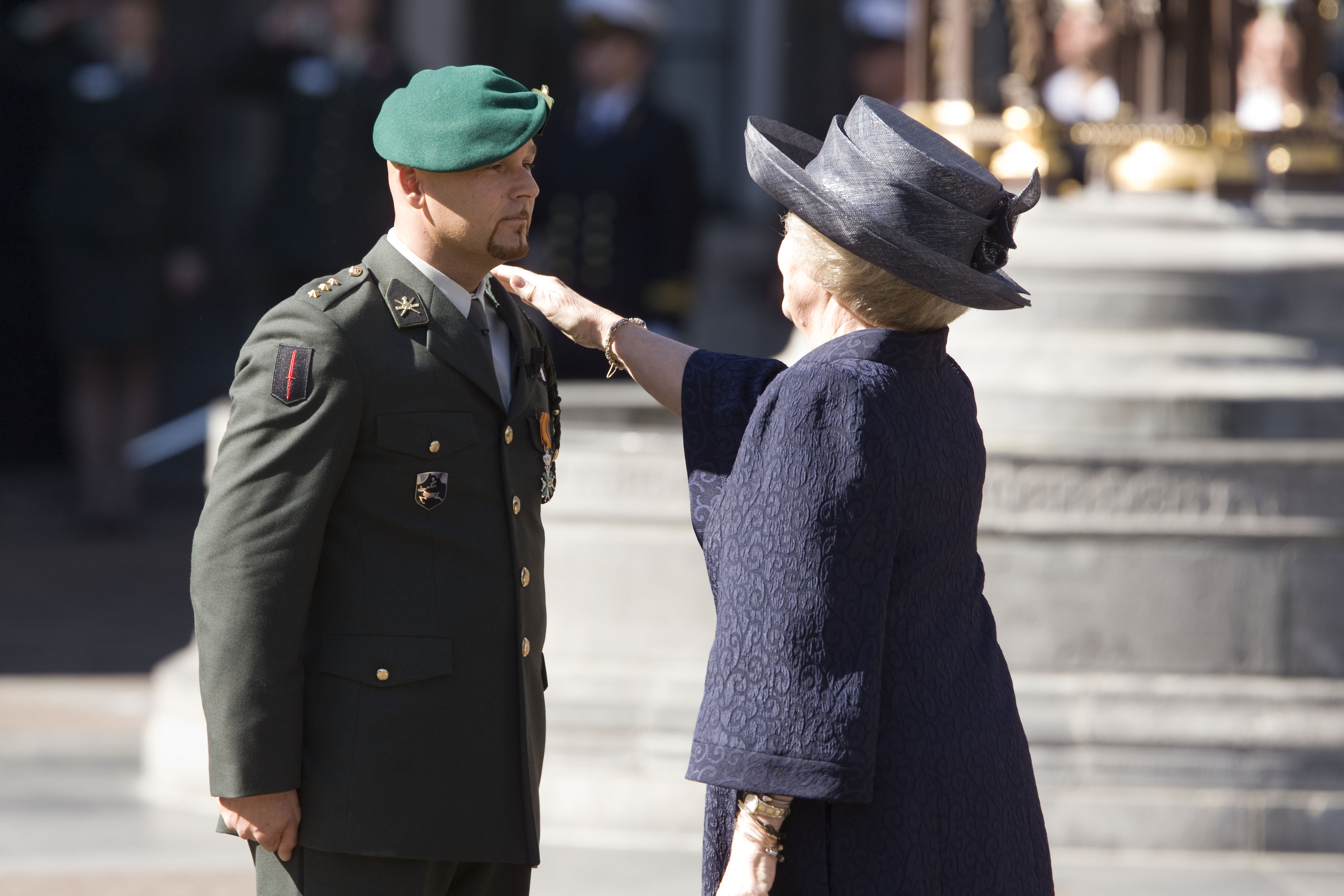
Ritterschlag von Marco Kroon durch Königin Beatrix

Die Ordensträger werden, wenn nicht ihre Klasse besonders bezeichnet werden soll, „Ritter des Militär-Wilhelms-Ordens“ (kurz RMWO) genannt. Die Ordensverleihung ist mit einem Ritterschlag durch den König der Niederlande verbunden.
Aktuell (2024) leben drei Ritter des Ordens, alle der IV. Klasse: Marco Kroon (Major des Heeres), Gijs Tuinman (Leutnant des Heers) und Roy de Ruiter (Major der Reserve der Luftstreitkräfte). Alle drei wurden aufgrund ihres Einsatzes in Afghanistan ausgezeichnet.
Unteroffiziere und Mannschaften erhalten bei der Aufnahme in den Orden eine Zulage: Ritter IV. Klasse mit Dienstgrad bis zum Oberfeldwebel 182 €, Oberfeldwebel und gleichrangige Dienstgrade 245 €, darüber 295 €. Ritter III. Klasse erhalten je das doppelte. Die Zulage wird auch nach der Ernennung zum Offizier beibehalten.
Der Orden wird auch an Einheiten verliehen. So erhielten die 82nd Airborne Division 1945, das Korps Mariniers 1946 und das Korps Commandotroepen 2016 den Orden.